# عبد المنعم سعودي
عبد المنعم سعودي (18 سبتمبر 1904م - 20 نوفمبر 1968م)، ممثل سعودي أدى الكثير من الأدوار الثانوية في الأفلام المصرية.

## حياته الفنية
ممثل مصرى أدى الكثير من الأدوار الثانوية في الأفلام المصرية. عمل في بداية حياته في مسرح چورچ أبيض. كما عمل في التليفزيون في مسلسل «مفتش المباحث» عام 1966م. قام بالتمثيل في 111 عمل سينمائي.

## قائمة أعماله

### الأفلام
- أرض النفاق - 1968 - فيلم
- 7 أيام في الجنة - 1968 - فيلم - المأذون
- أخطر رجل في العالم - 1967 - فيلم - صحف
- غراميات مجنون - 1967 - فيلم
- المراهقة الصغيرة - 1966 - فيلم
- المشاغبون - 1965 - فيلم
- الحرام - 1965 - فيلم
- مطلوب أرملة - 1965 - فيلم
- مدرس خصوصي - 1965 - فيلم
- الحب الخالد - 1965 - فيلم
- المراهقان - 1964 - فيلم
- اللهب - 1964 - فيلم - عضو اليمين
- المغامرة الكبرى - 1964 - فيلم - صاحب محل الموبيليا
- المارد - 1964 - فيلم - من رجال المباحث
- كريم بن الشيخ - 1964 - فيلم
- حب لا أنساه - 1963 - فيلم - طبيب
- امرأة على الهامش - 1963 - فيلم - المأذون
- رابعة العدوية - 1963 - فيلم
- المجانين في نعيم - 1963 - فيلم - الشيخ المأذون رقم (2)
- يوم الحساب - 1962 - فيلم
- أجازة نص السنة - 1962 - فيلم - المحضر
- بقايا عذراء - 1962 - فيلم - القاضى
- هذا الرجل أحبه - 1962 - فيلم
- سلاسل من حرير - 1962 - فيلم
- ألمظ وعبده الحامولي - 1962 - فيلم
- السفيرة عزيزة - 1961 - فيلم - خليل
- التلميذة - 1961 - فيلم
- السبع بنات - 1961 - فيلم - موظف بالشركة
- أعز الحبايب - 1961 - فيلم - طبيب
- إسماعيل يس في السجن - 1961 - فيلم - القاضى
- عودي يا أمي - 1961 - فيلم
- سامحني - 1960 - فيلم - المحضر
- مال ونساء - 1960 - فيلم
- سر امرأة - 1960 - فيلم - عضو اليمين
- رجل بلا قلب - 1960 - فيلم - القائم بالمزاد
- حايجننوني - 1960 - فيلم - الضابط صاحب المكافأة المالية
- سوق السلاح - 1960 - فيلم - تاجر مخدرات
- نهر الحب - 1960 - فيلم - حارس القصر
- المرأة المجهولة - 1959 - فيلم
- الله اكبر - 1959 - فيلم
- إسماعيل يس في الطيران - 1959 - فيلم - أحد الرجال الذي جاء ليتعاقد مع فرقة محمود البلطي الطبال (شفيق نور الدين) لأحياء فرح ابنته
- سلم ع الحبايب - 1958 - فيلم - المأذون
- إسماعيل يس في مستشفى المجانين - 1958 - فيلم - المأذون
- سيدة القصر - 1958 - فيلم - السفرجى
- الست نواعم - 1957 - فيلم - الجراح
- رد قلبي - 1957 - فيلم
- إسماعيل يس في الأسطول - 1957 - فيلم - المحضر
- نساء في حياتي - 1957 - فيلم - عامل ورشة
- فتى أحلامي - 1957 - فيلم
- حب وإعدام - 1956 - فيلم - عضو اليمين
- سمارة - 1956 - فيلم
- صاحبة العصمة - 1956 - فيلم
- معجزة السماء - 1956 - فيلم
- حب ودموع - 1955 - فيلم - المأذون
- قصة حبي - 1955 - فيلم
- عصافير الجنة - 1955 - فيلم
- رنة الخلخال - 1955 - فيلم - الدكتور
- نحن بشر - 1955 - فيلم
- الله معنا - 1955 - فيلم - الطبيب الذي كشف علي الضابط أحمد الذي أصيب في حادث أغتيال من رجال الملك الفاسد
- الجسد - 1955 - فيلم - زبون القهوة
- أماني العمر - 1955 - فيلم - سمسار البورصة
- رسالة غرام - 1954 - فيلم
- انتصار الحب - 1954 - فيلم
- أبو الدهب - 1954 - فيلم
- يا ظالمنى - 1954 - فيلم - موظف الدائرة
- الستات ميعرفوش يكدبوا - 1954 - فيلم - طبيب النساء
- أسعد الأيام - 1954 - فيلم - البشكاتب في الشركة رقم (2)
- بنت الجيران - 1954 - فيلم - الدكتور
- نور عيوني - 1954 - فيلم - الدكتور
- غلطة العمر - 1953 - فيلم - أمين (التمرجى)
- عائشة - 1953 - فيلم
- عفريت عم عبده - 1953 - فيلم - أحد المواطنين من ركاب الاتوبيس الذي اتهم فسدق (إسماعيل يس) بسرقة أموال الفنانة حبايب ظلما وقد سرقها شخص آخر
- ابن الحارة - 1953 - فيلم - أبو سريع حسنين
- ظلموني الحبايب (فيلم) - 1953 - فيلم - رجل المزاد
- قطار الليل - 1953 - فيلم - مساعد مدير الأمن
- حكم الزمان - 1953 - فيلم - مدحت بيه
- جحيم الغيرة - 1953 - فيلم
- الحموات الفاتنات - 1953 - فيلم
- اللقاء الأخير - 1953 - فيلم
- أقوى من الحب - 1953 - فيلم - المأذون
- مصطفى كامل - 1952 - فيلم
- غلطة أب - 1952 - فيلم - رحل الحفل
- الهوا مالوش دوا - 1952 - فيلم - المأذون
- الأستاذة فاطمة - 1952 - فيلم - عسكرى المحكمة
- المنزل رقم 13 - 1952 - فيلم - المأذون
- الإيمان - 1952 - فيلم
- عشرة بلدي - 1952 - فيلم - العسكرى
- خبر أبيض - 1951 - فيلم - عسكري الدورية
- ابن النيل - 1951 - فيلم - الطبيب البشري في القرية والذي حضر للكشف علي زبيدة المريضة (فاتن حمامة) وكان في حضور المرأة المسعفة (عزيزة بدر)
- أشكي لمين - 1951 - فيلم - موظف عند رؤوف
- أنا بنت ناس - 1951 - فيلم - رجل القهوة
- البنات شربات - 1951 - فيلم - الطبيب
- ظلموني الناس - 1950 - فيلم - زبون القهوة
- الزوجة السابعة - 1950 - فيلم
- قسمة ونصيب - 1950 - فيلم - الطبيب
- أيام شبابي - 1950 - فيلم - المستشار عضو اليمين
- الليل لنا - 1949 - فيلم
- ست البيت - 1949 - فيلم
- هدى - 1949 - فيلم - عميل للشركه
- نادية - 1949 - فيلم - الطبيب
- غزل البنات - 1949 - فيلم - الشاويش
- المرأة - 1949 - فيلم
- اليتيمتين - 1948 - فيلم - ناظر محطة مصر
- القلب له واحد - 1945 - فيلم - العسكرى
- ماجدة - 1943 - فيلم
- كليوباترا - 1943 - فيلم
- رباب - 1942 - فيلم - الدكتور أمين
- العريس الخامس - 1942 - فيلم - حسين أفندى عبد الله - ناظر الزراعة
- سلفنى 3 جنيه - 1939 - فيلم - يقوم بصيانة الجواهر القديمة في محل الجواهرجي الذي يعمل فيه عثمان عبد الباسط
- بنت الباشا المدير - 1938 - فيلم

### المسلسلات التليفزيونية
- مفتش المباحث - 1968 - مسلسل